# Застава Социјалистичке Федеративне Републике Југославије
Застава Социјалистичке Федеративне Републике Југославије базирана је на застави Краљевине Југославије и њеним пансловенским бојама, с тим што је грб Краљевине Југославије замењен петокраком звездом, као симболом комунизма, и померен на центар заставе.
Прве верзије заставе настале су у току Другог светског рата, а коначна је усвојена 1946. године, са увећаном звездом и додатом златном ивицом око звезде.
Симболика заставе је следећа: избор боја и њихов распоред заснован је на пансловенској застави (која је заправо идентична основи југословенске). Иста чињеница је коришћена и у дизајну заставе Краљевине Југославије. То је означавало природу Југославије као заједнице јужнословенских народа. Са друге стране, звезда петокрака представља симбол државно-економског система Федерације – социјализма, као и тежњу да се постигне њен највиши ниво – комунизам. Златно-жута ивица је можда додата из два разлога: или да опонаша звезду петокраку на совјетској застави или да одвоји црвену петокраку од позадине у црвеној траци. Други разлог је вероватнији, јер су партизани током НОБ-а користили исту заставу с том разликом што звезда петокрака стоји само у белом пољу и без златножуте границе.

## Варијанте
- Грађанска и државна поморска застава , мера: 2:3
- Ратна поморска застава , мера: 2:3
- Ратна застава

## Претходне заставе
- Застава југословенских партизана
 и ДФ Југославије (1943–1946), 1:2

## Заставе република
- Социјалистичка Република Босна и Херцеговина
- Социјалистичка Република Македонија
- Социјалистичка Република Словенија

- Социјалистичка Република Србија
- Социјалистичка Република Хрватска
- Социјалистичка Република Црна Гора

## Заставе народности
Заставе народности у Социјалистичкој Федеративној Републици Југославији састојале су се од боја или елемената националне заставе државе из које је народност вукла порекло, а на њима се налазила црвена петокрака звезда омеђена златном траком. Црвена звезда налазила се на средини заставе, осим код албанске, чешке и турске народности (код заставе албанске и турске народности је била смештена на левој страни, а код чешке на горњем, белом пољу заставе).
- Албанска народност
- Бугарска народност
- Чешка народност

- Немачка народност
- Мађарска народност
- Италијанска народност

- Русинска и украјинска народност
- Руска и словачка народност
- Турска народност

- пољска народност
- румунска народност
- ромска народност

## Поморске заставе

### СФРЈ
- Поморска застава ЈРМ
- Застава граничних јединица ЈРМ
- Прамчана застава ЈРМ (1956–1963)
- Прамчана застава ЈРМ (1963–1991)

 Текстови на Викизворнику:
Закон о војним поморским заставама СФРЈ и о командним и ранговним заставама

## Одликовања
- Орден југословенске заставе са лентом